# Die for It
Singles par Belly
Better Believe
(2021) Requiem
(2021)
Singles par The Weeknd
Take My Breath
(2021) Hurricane
(2021)
Die for It est une chanson du chanteur canadien The Weeknd en duo avec le rappeur palestino-canadien Belly, comportant des chœurs du rappeur Nas, sortie le 27 août 2021 sous les labels Republic Records et XO. 

## Contexte
Sur la chanson, The Weeknd s'occupe de l'intro et du refrain, tandis que Belly s'occupe du premier couplet et Nas du second. Belly explique à Rolling Stone ce qu'il pense de la chanson et de la collaboration : 
« Cette collaboration est ressentie comme quelque chose de spécial dès le départ. Nas est quelqu'un que j'ai toujours admiré et dont j'ai tiré des leçons toute ma vie, et obtenir un couplet de lui est définitivement sur ma liste de choses à faire. Un artiste comme Abel n'arrive qu'une fois dans une vie, avoir pu travailler avec lui est l'une de mes plus grandes bénédictions. Les avoir tous les deux sur une chanson est un rêve devenu réalité. James Larese a tout bien fait et nous a même offert un film. La production est une affaire de famille, un grand merci à DaHeala, The Anmls et DannyboyStyles ».

## Classement
| Classement                     | Pays   | Position | Références |
| ------------------------------ | ------ | -------- | ---------- |
| Canadian Hot 100               | Canada | 65       | [ 2 ]      |
| Sverigetopplistan              | Suède  | 85       | [ 3 ]      |
| Global 200                     | USA    | 162      | [ 4 ]      |
| Bubbling Under Hot 100 Singles | USA    | 21       | [ 5 ]      |